# César Gaviria
César Gaviria Trujillo (ur. 31 marca 1947 w Pereira) – kolumbijski polityk, działacz Kolumbijskiej Partii Liberalnej.
W 1974 został deputowanym do Izby Reprezentantów. Stanowisko jej przewodniczącego pełnił od 1983 do 1984. Był ministrem: finansów (1986–1987) oraz spraw wewnętrznych i sprawiedliwości (1987–1989). W latach 1990–1994 pełnił funkcję prezydenta Kolumbii. Od 1994 do 2004 zajmował stanowisko sekretarza generalnego Organizacji Państw Amerykańskich. Od 2005 jest przewodniczącym Kolumbijskiej Partii Liberalnej.